# Internationale Menschenrechtscharta
Die Internationale Menschenrechtscharta (französisch Charte internationale des droits de l’homme, englisch International Bill of Human Rights) ist die von der UNO geschaffene Grundlage der internationalen Menschenrechte (Art. 1 Nr. 3 und Art. 55 lit. c der UN-Charta). Sie wird manchmal auch als internationaler Menschenrechtskodex bezeichnet.

## Inhalt der Menschenrechtscharta
Nach Angaben der UNO besteht die Internationale Menschenrechtscharta aus:
- Allgemeine Erklärung der Menschenrechte (AEMR), die Definition der Menschenrechte in der UN-Charta und Grundlage für den IPBPR und weitere Verträge
- Internationaler Pakt über bürgerliche und politische Rechte[11][12] Zivilpakt, (ICCPR)
- Erstes Fakultativprotokoll zum Zivilpakt[13][14]
- Zweites Fakultativprotokoll zum Zivilpakt[15][16]
- Internationaler Pakt über wirtschaftliche, soziale und kulturelle Rechte[17][18] Sozialpakt, (ICESCR)
- Fakultativprotokoll zum Sozialpakt[19][20]

Im Sprachgebrauch der UNO bilden die Allgemeine Erklärung der Menschenrechte, der Zivil- und der Sozialpakt zusammen die International Bill of Human Rights. Entgegen der verbreiteten Ansicht ist die AEMR kein völkerrechtlicher Vertrag, sondern die Grundlage für den Zivilpakt, in welchem die in der AEMR definierten Menschenrechte als völkerrechtlicher Vertrag umgesetzt wurden.

## Genese
Nach der Gründung der UNO wurde der Wirtschafts- und Sozialrat (ECOSOC) beauftragt eine Menschenrechtskonvention (International Bill of Rights) als völkerrechtlich verbindlichen Vertrag zu schaffen. Die ECOSOC setzte dafür die UN-Menschenrechtskommission (engl. Commission on Human Rights) ein. Zuerst wurde als Vertragsgrundlage (i.S.e. Memorandum of understanding) die Definition der Menschenrechte erstellt, was mit der allgemeinen Erklärung der Menschenrechte (AEMR) erfolgte. Diese wurde in der UN-Res. A/RES/3/217(III) International Bill of Human Rights von der UN-Generalversammlung angenommen und dem Wirtschafts- und Sozialrat der Auftrag erteilt, basierend auf der AEMR eine Menschenrechtskonvention zu schaffen (Preparation of a Draft Covenant on Human Rights and Draft Measures of Implementation).
In der gesamten Entstehungsgeschichte wurden diese Abkommen als Draft International Covenants on Human Rights bezeichnet, (siehe Teil E der UN Res. 217 (III). International Bill of Human Rights).
Da sich die UNO nicht einigen konnte verzögerte sich die Schaffung eines auf der AEMR beruhenden, völkerrechtlich verbindlichen Vertrags. Deswegen wurden zwei Abkommen entworfen, ein Vertragsentwurf für den Internationalen Pakt über bürgerliche und politische Rechte und einer für den Internationale Pakt über wirtschaftliche, soziale und kulturelle Rechte. Die strittigen Punkte, das Recht auf Individualbeschwerde und die Abschaffung der Todesstrafe wurden ausgeklammert und in den separaten Zusatzprotokollen geregelt. Es war auch eine Staatenbeschwerde vorgesehen, wonach ein Staat beim dafür zuständigen Kontrollorgan der UNO eine Beschwerde gegen einen anderen Staat einreichen könne, falls sich dieser nicht an das Abkommen halte. Dies wurde dahingehend abgeändert, dass ein Staat bei Vertragsabschluss dem Staatenbeschwerdeverfahren ausdrücklich zustimmen müsse.
Obwohl in der UN-Res. International Bill of Human Rights ein Beschwerderecht vorgesehen war, wurde dies dahin gehen abgeändert, dass die Staaten bei Vertragsabschluss dem Individualbeschwerderecht ausdrücklich zustimmen müssen und das dafür zuständige Kontrollorgan kein Gericht ist, sondern nur eine Kommission, welche unverbindliche Empfehlungen abgibt. Der Zugang zum Internationalen Gerichtshof ist nur für Staaten vorbehalten, jedoch nicht für die Menschen.
Der letzte Vertragsentwurf (Draft International Covenants on Human Rights) wurde am 13. Dezember 1966 vom ECOSOC der UN-Generalversammlung vorgelegt und in der UN-Resolution 2200 (XXI) am 23. März 1976 angenommen. Die Schaffung dieses völkerrechtlichen Vertragspakets dauerte somit über 30 Jahre – der Auftrag wurde am 15. Februar 1946 erteilt.

## Andere auf der AEMR beruhenden Verträge
Die AEMR enthält die von der UNO als Vertragsgrundlage definierten Menschenrechte, ein „Memorandum of Understanding“ der UNO. Basierend auf der AEMR schuf die UNO weitere internationale, völkerrechtlich verbindliche Verträge, in welchen in der Präambel ebenfalls auf die AEMR verwiesen wird.

### Verträge der UNO
- Übereinkommen gegen die Rassendiskriminierung[43][44] (ICERD)
- Übereinkommen über die Rechte von Menschen mit Behinderungen[45][46] (ICRPD)
- Übereinkommen über die Rechte des Kindes[47][48] (CRC)
- Übereinkommen über die Rechte der Wanderarbeiter und ihren Angehörigen[49][50] (ICMW)
- Übereinkommen gegen Folter und unmenschlicher, erniedrigender Behandlung oder Strafe[43][51] (ICAT)
- Übereinkommens zum Schutz vor dem Verschwindenlassen (ICPED)[52][53]
- nicht abschließend

### Regionale Verträge
Daneben gibt es auch regionale, auf der AEMR beruhende Verträge, i. S. v. „Regional Bill of Human Rights“
- Afrikanische Charta der Menschenrechte und der Rechte der Völker[54][55]
- Amerikanische Menschenrechtskonvention[56][57]
- Arabische Charta der Menschenrechte[58][59]
- asiatische Menschenrechtsdeklaration[60][61]
- Kairoer Erklärung der Menschenrechte im Islam[62]
- Europäische Konvention zum Schutz der Menschenrechte und Grundfreiheiten
- nicht abschließend

## Kritik
Die UNO schuf als Fundament der Menschenrechte die International Bill of Human Rights. Bei Missständen gibt es nach wie vor keinen wirksamen Rechtsbehelf, welcher Abhilfe schafft, da es immer noch die Staaten sind, welche darüber entscheiden, ob sie den Rechtsunterworfenen die völkerrechtlich garantierten Rechte gewähren oder nicht.
Voltaire wird zitiert mit: „Es ist gefährlich, Recht zu haben, wenn die Regierung Unrecht hat.“ (Il est dangereux d’avoir raison dans des choses où des hommes accrédités ont tort.)
Es besteht ein Widerspruch zwischen den von der UNO in der International Bill of Human Rights in Aussicht gestellten Rechten und dem Umstand, dass beim fürs Folterverbot zuständigen Ausschuss rund 75 % der geprüften Beschwerden sich auf Art. 3 FoK beziehen, das Ausweisungsverbot bei drohender Folter (non-refoulement), obwohl diese Herkunftsländer u. a. den Zivilpakt ratifizierten und dort in Art. 7 i. V. m. Art. 4 Abs. 2 IPBPR das Folterverbot als zwingendes Völkerrecht definiert wurde. Die Beschwerdeführer jedoch flüchteten, weil sie in ihren Herkunftsländern ihre Rechte nicht wahrnehmen konnten. Im Ergebnis stellt der Ausschuss bei Ländern wie Schweden, Dänemark, Kanada usw. am meisten Verstöße gegen das Folterverbot fest und nicht in den Herkunftsländern. Somit prüft der Ausschuss nicht die Ursachen, sondern die Symptome – ein Eingeständnis der UNO, dass die Beschwerdeführer in deren Herkunftsland ihre Rechte nicht wahrnehmen können.
Nur ein Teil der bei der UNO eingereichten Beschwerden wird an den zuständigen Ausschuss weitergeleitet, da dieser nicht die Kapazität hat, alle eingereichten Beschwerden zu prüfen. Wenn die Beschwerde an den Ausschuss weitergeleitet wurde, kann dieser dem Staat nur eine Empfehlung abgeben. Es liegt dann im Ermessen der Staaten, sich nach den Empfehlungen des Ausschusses zu richten oder nicht, womit diese in der International Bill of Human Rights aufgeführten Rechte nicht durchsetzbar sind.